# Jette Agborg-Lilliestierna
Jette Dalsgaard Agborg-Lilliestierna, född den 28 juni 1949 i Köpenhamn i Danmark, är en svensk konstnär och bildlärare. 
Hon är dotter till konstnären Elin Zeidler. 
Lilliestierna studerade vid Århus Kunstakademi 1967-1971 och på Konstakademien i Stockholm 1979, samt silversmide på Glasgow School of Art och filmvetenskap för Martin Drouzy i Köpenhamn. Hon har haft ett flertal utställningar i Värmland, bland annat på museet Kvarnen i Filipstad, Sillergården i Västra Ämtervik, Galleri Urdis och Loka brunn. Sommaren 2004 genomförde hon en stor retrospektivutställning i Nykroppa. 
Mellan 1978 och 1987 bodde hon i Småland och Bohuslän. Tillsammans med vänner arbetade hon med konsthantverk, arkitektur, lantbruk med mera i Linbusamfundet. Hon flyttade till Bergslagen 1987 och har sedan dess vid sidan av konsten arbetat som bildlärare på Spångbergsgymnasiet samt på Kulturskolan i Filipstad. 
Hennes konst består av oljemålningar, sidenmåleri, keramik och silversmide.
Lilliestierna är representerad med fem verk i Filipstads konstsamling.